# Yukio Kasaya
Yukio Kasaya (笠谷 幸生 Kasaya Yukio?, Hokkaido, Imperio de Japón; 17 de agosto de 1943 – Sapporo, Japón; 23 de abril de 2024) fue un esquiador olímpico japonés especialista en salto de esquí.

## Carrera
En los Juegos Olímpicos de Sapporo 1972 se convirtió en el primer atleta de Japón que ganó una medalla de oro y el segundo japonés después de Chiharu Igaya en ganar una medalla en los Juegos Olímpicos de Invierno. Anteriormente fue subcampeón en el campeonato mundial de 1970 y ganó los primeros tres eventos de salto en el Four Hills Tournament de 1971/72. También participó en las ediciones de Juegos Olímpicos de Invierno de 1964, 1968 y 1976 Olympics además de ser el abanderado de Japón en las ediciones de 1976 y 1998.
Kasaya luego creó unas instalaciones para salto de esquí en su natal Yoichi,que construyó junto al fundador de Nikka Whisky Distilling, Masataka Taketsuru. Las instalaciones fueron rebautizadas por Kasaya en 1972. Kasaya fue por muchos años empleado de Nikka distillery, de la que finalmente sería jefe.